# ایان مورفی
ایان مورفی (انگلیسی: Ian Murphy؛ زادهٔ ۱۶ ژانویهٔ ۲۰۰۰) بازیکن فوتبال اهل ایالات متحده آمریکا است.
وی همچنین در تیم‌های ملی فوتبال زیر ۱۴، زیر ۱۵ و زیر ۱۷ سال ایالات متحده آمریکا بازی کرده است.